# Okolewo
Okolewo – nieistniejąca już wieś w gminie Suchy Las, w powiecie poznańskim, w województwie wielkopolskim. Obecnie leży na poligonie wojskowym Biedrusko, do którego wieś i tereny przyległe zostały włączone w 1940 r.
Obecnie nazwa występuje w zestawieniu obiektów fizjograficznych PRNG jako obiekt typu łąka.